# Rank (álbum)
Rank - en españolː Rango - es un álbum en vivo de la banda de rock inglesa The Smiths grabado en octubre de 1986 y lanzado por la discográfica británica Rough Trade en septiembre de 1988. Llegó al puesto n.º 2 de los charts británicos y al 77 en Estados Unidos.

## Lista de canciones

### Side A
1. "The Queen Is Dead" - 4:20
2. "Panic" - 3:10
3. "Vicar in a Tutu" - 2:33
4. "Ask" - 3:23
5. "His Latest Flame/Rusholme Ruffians" medley - 3:57
6. "The Boy with the Thorn in His Side" - 3:50
7. "Rubber Ring/What She Said" medley - 3:51

### Side B
1. "Is It Really So Strange?" - 3:40
2. "Cemetery Gates" - 2:52
3. "London" - 2:40
4. "I Know It's Over" - 7:47
5. "The Draize Train" - 4:30
6. "Still Ill" - 4:11
7. "Bigmouth Strikes Again" - 5:55

- Datos: Q2572622